# 馬埃瓦塔納納區
馬埃瓦塔納納區，是馬達加斯加的行政區，位於該國北部，由貝齊博卡區負責管轄，首府設於馬埃瓦塔納納，面積11,085平方公里，2011年人口143,077，人口密度每平方公里13人。